# Chorus Inside
Фестиваль Корус инсайд — международные музыкальные и хоровые мероприятия, официально созданные и организованные Давиде Реккией с 2006 года и ассоциацией Chorus Inside International с 2012 года. До июня 2013 года всегда проводились в городе Кьети и других городах Италии. Впервые международный хоровой фестиваль был проведен в Будапеште в декабре 2013 года.

## ФЕСТИВАЛЬ

### Концерт открытия
Все фестивали начинаются выступлениями всех участников на концерте открытия, который заканчивается совместным исполнением определенных произведений сводными хорами.

### Конкурс
Фестиваль предусматривает конкурс для участников, разделенных по категориям и жанрам музыки:
- хоры: народная музыка, сценический фольклор; духовная музыка;современная музыка: джаз, госпел, поп
- вокалиты: академвокал, народная, современная, авторские произведения
- музыканты: солисты (фортепиано, флейта, арфа, гитара, баян, скрипка) камерная музыка, оркестры музыкальных школ, молодёжные оркестры

### Церемония награждения
Каждая категория премируется золотыми, серебряными или бронзовыми дипломами и медалями в зависимости от среднеарифметического балла среди всех членов жюри. Участник фестиваля, получивший наибольшее количество баллов среди всех категорий (хоры, вокалисты, музыканты) выигрывает гран-при фестиваля.

## Фестивальные выпуски
Первый фестиваль, организованный за пределами Италии, был проведен в декабре 2013 года.
| Дата         | Мероприятие                     | Город             | Участники                 | Победители                                                                      | Жюри |
| ------------ | ------------------------------- | ----------------- | ------------------------- | ------------------------------------------------------------------------------- | --- |
| Июнь 2011    | I° Chorus Inside «Summer»       | Кьети-Рим         | 18 хоров                  | Хор университета г. Ульяновск                                                   | Fabio d’Orazio (IT) (президент жюри), Boris Tarakanov (RU), Marcello Bufalini (IT), Mons. Giuseppe Liberto(IT) Cinzia Pennesi (IT)                                                                      |
| Декабрь 2011 | II° Chorus Inside «Christmas»   | Кьети-Рим-Бари    | 21 хоров                  | Академия спектаклей                                                             | Fabio d’Orazio (IT) (президент жюри), Boris Tarakanov (RU), Maurizio Zanini (IT) |
| Июнь 2012    | III° Chorus Inside «Summer»     | Кьети-Рим-Неаполь | 22 хоров                  | Пэрпэтум мобилэ                                                                 | Fabio d’Orazio (IT) (президент жюри), Trofim Andreyevich Suruceanu (MD), Tatiana Chivarova (BG), Boris Tarakanov (RU) Christian Starinieri (IT)                                                         |
| Декабрь 2012 | IV° Chorus Inside «Christmas»   | Кьети-Рим-Неаполь | 25 хоров, 35 вокалистов   | Радуга Джулия Далессандро                                                       | Fabio d’Orazio (IT) (президент жюри), George Popov (BG), Ettore Pellegrino (IT), Bogdan Plish (UA) Christian Starinieri (IT), Tatiana Chivarova (BG), Isabella Abiuso (IT), Elena Dragani (IT)          |
| Aпрель 2013  | V° Chorus Inside: Music&Voice   | Кьети             | 80 вокалистов, 4 oркестра | Ида Фрагасси Джовани Акадэмичи                                                  | Fabio d’Orazio (IT) (президент жюри), Marco Frusoni (IT), Tatiana Chivarova (BG), Christian Starinieri (IT) Elena Dragani (IT)                                                                          |
| Июнь 2013    | VI° Chorus Inside «Summer»      | Кьети-Рим-Бари    | 25 хоров, 32 вокалистов   | Дэчима Полосин-Полосина                                                         | Fabio d’Orazio (IT) (президент жюри), George Popov (BG), Timur Musaev (RU), Lindomar José Gomes Silva (BR) Christian Starinieri (IT), Tatiana Chivarova (BG), Fausto Esposito (IT)), Elena Dragani (IT) |
| Декабрь 2013 | VII°Chorus Inside «Advent»      | Рим               | 18 хоров, 32 вокалистов   | Липа Лаура Манчини                                                              | Fabio d’Orazio (IT)(президент жюри), Jayme Amatnecks (BR), Luigi Brandi (IT), Vesna Balijak (HR) Marco Frusoni (IT), Gianluigi Spaziani (IT)                                                            |
| Декабрь 2013 | VIII° Chorus Inside «Christmas» | Будапешт          | 18 хоров                  | Юз хор оф Витебск                                                               | Fabio d’Orazio (IT) (президент жюри), Kálmán Strausz (H), Vitaly Rauso (BY) |
| Июнь 2014    | X° Chorus Inside «Summer»       | Кьети             | 18 хоров, 45 вокалистов   | Enchiriadis Federica Pento Maria Codreanu                                       | Fabio d’Orazio (IT) (президент жюри),Jayme Amatnecks (BR), Elena Marian (MD), Christian Starinieri (IT), Arman Gukasian (AM), Gianluigi Spaziani (IT)                                                   |
| Август 2014  | XII° Chorus Inside «Croatia»    | Ровинь            | 18 хоров                  | Хор университета Adam Mickiewicz                                                | Marcos Vinicius (BR) (президент жюри), Alexey Lyubimov (RU), Francescopaolo Martinicchio (IT), Neven Radaković (HR), Guglielmo Francese (IT)                                                            |
| Декабрь 2014 | XIV° Chorus Inside «Christmas»  | Будапешт          | 16 хоров, 10 вокалистов   | Children Choir THM of Saratov                                                   | Irina Ivanova (RU) (президент жюри), Ines Kovačić-Drndić (HR), Guglielmo Francese (IT) |
| Апрель 2015  | XVII° Chorus Inside «Russia»    | Москва            | 42 хоров, 55 вокалистов   | Theater College of music and theater arts named G.P. Vishnevskaya               | Liudmila Litsova (RU) (президент жюри), Marcos Vinicius (BR), Magomed Musayev (RU), Sviridova Zoya (RU), Zabelok Helena (RU)                                                                            |
| Июня 2015    | XVIII° Chorus Inside «Summer»   | Кьети             | 14 хоров, 52 вокалистов   | Youth Choir Kapel                                                               | Gianluigi Spaziani (IT) (presidente), Karen Zohrabyan (IT), Manuela Iervese (IT) |
| Август 2015  | XIX° Chorus Inside «Croatia»    | Ровинь            | -                         | Хор университета Choir of Medical University of Lodz                            | Neven Radaković (HR)) (президент жюри), Ines Kovačić-Drndić (HR), Aneta Nikolaeva (RU) |
| Декабрь 2015 | XX°Chorus Inside «Advent»       | Рим               | -                         | Хор университета Academic Chamber Choir of Academy of Social Sciences (of Łódź) | Luigi Brandi (IT)(президент жюри), Mariangela Di Giamberardino (IT), Arman Gukasyan (AM) |
| Апрель 2016  | XXI° Chorus Inside «Russia»     | Саратов           | -                         | Theater of choral music of Saratov                                              | Ludmila Litsova (RU) (президент жюри), Ekaterina Naumova (RUS), Lilija Belova (RU) |
| Июня 2016    | XXII° Chorus Inside «Summer»    | Кьети             | -                         | Starshiy Chor n. 6 Anna Rosa Solinas                                            | Pasquale Veleno (IT) (presidente), Saribek Sargsyan (AM), Polina Balva (RU) |
| Август 2016  | XXIII° Chorus Inside «Croatia»  | Ровинь            | -                         | Хор университета Chór Akademii Techniczno-Humanistycznej w Bielsku-Białej       | Pasquale Veleno (IT) (президент жюри), Branko Okmaca (HR), Aneta Nikolaeva (RU) |
| Декабрь 2016 | XXIV°Chorus Inside «Advent»     | Рим               | -                         | Carminis Cantores                                                               | Francesco Mazzitelli (IT)(президент жюри), Татьяна Бобыр (URK), Luigi Brandi (IT) |
| Июня 2017    | XXV° Chorus Inside «Summer»     | Кьети             | -                         | Zolotoy Kliuchik Fedor Rytikov                                                  | Francesco Mazzitelli (IT) (президент жюри), Saribek Sargsyan (AM), Alberto Ortolano (IT) |
| Июль 2017    | XXVI° Chorus Inside «Espana»    | Льорет-де-Мар     | -                         | Monte Gonare Dilara Gadel                                                       | Pasquale Veleno (IT) (президент жюри), Branko Okmaca (HR), Aneta Nikolaeva (RU) |
| Август 2017  | XXVII° Chorus Inside «Croatia»  | Ровинь            | -                         | Technik Akademic Elena Butyrina                                                 | Pasquale Veleno (IT) (президент жюри), Maria Struve (RU), Oriana Vozila (HR) |
| Декабрь 2017 | XXVIII°Chorus Inside «Advent»   | Рим               | -                         | Ukrainian folk choir named after «Stanislav Pavliuchenko» Armenuhi Bazinyan     | Pasquale Veleno (IT) (президент жюри), Aldo Cicconofri (IT), Francesco Mazzitelli (IT) |

### Специальные выпуски
Специальные выпуски -это фестивали, посвященные определенной теме, на которых отсутствует конкурс, но в любом случае выдаются дипломы, медали и трофеи.
| Дата | Мероприятие                          | Город               | Участники | Победители           | Жюри                                                                             |
| 2006 | Rassegna di Cori Polifonici          | Каноза Саннита (IT) | 9 хоров   | И кантори дэль Альба | Fabio d’Orazio (IT) (президент жюри), Paolo Di Caro (IT)                         |
| 2007 | Chorus Inside Folk                   | Кьети-Пескара (IT)  | 18 хоров  | Mорэ Майорум         | Fabio d’Orazio (IT) (президент жюри), Paolo Di Caro (IT)                         |
| 2009 | Chorus Inside «Abruzzo in the World» | Прага (CZ)          | 25 хоров  | Tэрра Дабруццо       | Fabio d’Orazio (IT) (президент жюри), Paolo Di Caro (IT)                         |
| 2010 | Chorus Inside «Millennium»           | Рим (IT)            | 32 хоров  | Кантабилэ            | Fabio d’Orazio (IT) (президент жюри), Paolo Di Caro (IT), Yacouba Dembele (BF)   |
| 2013 | Chorus Inside «Osanna»               | Ланчано (IT)        | 32 хоров  | Чамбэр хор Осанна    | Fabio d’Orazio (IT) (президент жюри), George Popov (BG), Massimo Cotellessa (IT) |
| 2015 | Chorus Inside «Passio Christi»       | Кьети(IT)           | 25 хоров  | -                    | -                                                                                |
| 2016 | Chorus Inside «Passio Christi»       | Кьети (IT)          | 24 хоров  | Coro Ulibka          | Vari                                                                             |
| 2017 | Chorus Inside «Passio Christi»       | Кьети (IT)          | 19 хоров  | Acli 2000            | Vari                                                                             |

## Любопытные факты
На VII фестивале, проведенном в Риме, сводными хорами впервые в мире была исполнена «Аве Мария» Mаркоса Виничуса в присутствии самого автора.

## Почётные президенты
Звание почётного президента присуждается за значительный вклад в культуру, искусство и музыку.
- Армандо Джинези
- Gianni Morandi[17][18]